# 小行星21531
小行星21531（21531 Billcollin）是一颗绕太阳运转的小行星，为主小行星带小行星。该小行星于1998年7月20日发现。

## 轨道参数
小行星21531的轨道半长轴为2.7623356 UA，离心率为0.071。